# 马格达拉
马格达拉（德語：Magdala，發音：[ˈmakdala] ⓘ）是德国图林根州魏玛地区县的城市，面积20.58平方千米，2023年12月31日人口为1,972人。